# Liste der Kirchen und Kapellen in der Verwaltungsgemeinschaft Illerwinkel

Lage der Verwaltungsgemeinschaft Illerwinkel im Landkreis Unterallgäu

Die Liste der Kirchen und Kapellen in der Verwaltungsgemeinschaft Illerwinkel bietet eine Übersicht über die christlichen Gotteshäuser auf dem Gebiet der Gemeinden Kronburg, Lautrach und Legau sowie der jeweiligen Ortsteile.

## Hinweise zu den Angaben in der Tabelle
- In der Spalte Name ist der Kirche oder Kapelle genannt
- In der Spalte Konfession ist die Glaubensrichtung der Kirche oder Kapelle aufgeführt
- In der Spalte Patrozinium ist, sofern vorhanden, das Patrozinium gelistet
- In der Spalte Entstehungszeit/Beschreibung ist ein kurzer geschichtlicher Abriss, sowie eine kurze Beschreibung des Objektes aufgeführt
- In der Spalte Ort ist die Ortschaft bzw. der Weiler, sowie die Adresse des Gebäudes genannt
- In der Spalte Denkmalnummer ist die Denkmalnummer des Bayerischen Landesamts für Denkmalpflege angegeben, sofern die Kirche oder Kapelle unter Denkmalschutz steht
- In der Spalte  kann der geographische Standort auf verschiedenen Karten per Klick auf das Icon angezeigt werden

Bis auf die Spalte Bild sind alle Spalten sortierbar.

## Kirchen und Kapellen
| Name                                      | Konfession | Patrozinium                              | Entstehungszeit/Beschreibung | Ort                          | Denkmalnummer |                     | Bild |
| ----------------------------------------- | ---------- | ---------------------------------------- | --- | ---------------------------- | ------------- | ------------------- | ---- |
| Heiligste Dreifaltigkeit                  | röm.-kath. | Heiligste Dreifaltigkeit                 | Die Kirche wurde 1583 errichtet und 1786 innen umgestaltet. Restaurierungen fanden 1887 und 1931 statt. Die Kanzel wurde im Jahr 1786 geschaffen. Im Chorbogen befindet sich ein Kruzifixus um das Jahr 1600. | KronburgIllerbeurer Straße 2 | D-7-78-161-1  | 47.904778 10.155938 |      |
| Mariä Himmelfahrt                         | röm.-kath. | Mariä Himmelfahrt                        | Der Turmunterbau stammt aus dem 14. Jahrhundert, der Chor und die Sakristei aus dem 15. Jahrhundert. In den Jahren 1722–1729 wurde die Kirche erhöht und verlängert. In der Kirche befinden sich mehrere gefasste Holzfiguren, darunter ein Hl. Nikolaus aus dem 15. sowie die Figur der Maria und des Johannes aus dem 18. Jahrhundert. In der Kirche sind auch mehrere Epitaphe angebracht, eines davon ist für Maria Anna Catharina Freiin zu Westernach († 1701). | IllerbeurenKirchplatz 1      | D-7-78-161-15 | 47.90204 10.126314  |      |
| Maria Schnee                              | röm.-kath. | Maria Schnee                             | An der Stelle eines verschwundenen Vorgängerbaues wurde die Kirche 1715 neu errichtet. Der Hochaltar stammt aus dem Jahr 1760 und beinhaltet die Figur einer stehenden Muttergottes um 1520. In der Kirche ist ein Epitaph von 1774 angebracht. | LegauLehenbühlstraße 39      | D-7-78-165-25 | 47.856856 10.137945 |      |
| St. Anna                                  | röm.-kath. | St. Anna                                 | Die 1909 errichtete Kapelle ist ein neubarocker Bau mit dreiseitigem Schluss, Dachreiter und Zwiebelhaube. | OberlandholzLegau 239        | D-7-78-165-46 | 47.832053 10.14762  |      |
| St. Gordian und Epimachus                 | röm.-kath. | St. Gordian und Epimachus                | Mittelalterliche Reste finden sich im Turmuntergeschoss und im Chor. In den Jahren 1661 bis 1695 und 1783 wurde die Kirche restauriert. 1870 wurde die Kirche nach Westen verlängert und der Spitzhelm des Turmes geschaffen. In der Kirche befindet sich eine überlebensgroße gefasste Holzfigure der Maria aus dem 18. Jahrhundert. | LegauHauptstraße 33          | D-7-78-165-4  | 47.856625 10.130006 |      |
| St. Johannes von Nepomuk                  | röm.-kath. | St. Johannes von Nepomuk                 | Die Kapelle entstammt der ersten Hälfte des 18. Jahrhunderts. Im Inneren befindet sich die gefasste Holzfigur des Hl. Johannes von Nepomuk aus der Erbauungszeit der Kapelle. | Maria Steinbach              | D-7-78-165-42 | 47.889608 10.135789 |      |
| St. Johannes von Nepomuk                  | röm.-kath. | St. Johannes von Nepomuk                 | Im 17. oder 18. Jahrhundert wurde die Kapelle errichtet. Die Kapelle ist ein kleiner quadratischer Bau mit Zeltdach. In der Kapelle befindet sich die gefaßte Holzfigur des Johannes von Nepomuk von 1660/1670. | LautrachIllermühle 1         | D-7-78-164-9  | 47.899873 10.120001 |      |
| St. Maria                                 | röm.-kath. | St. Maria                                | Die Kapelle mit flachgedecktem Saal wurde im 18. Jahrhundert errichtet. Im Innern ist ein Kreuzweg mit 16 Stationen aus dem 18. Jahrhundert. | Dilpersried                  | D-7-78-164-11 | 47.86169 10.08436   |      |
| St. Nikolaus                              | röm.-kath. | St. Nikolaus                             | Der Turmunterbau entstammt vermutlich dem Mittelalter. Der Chor, das Langhaus und der Turmoberbau aus dem Jahr 1730. Der Großteil der Inneneinrichtung wurde, wie die Kirche selbst, im Jahr 1730 geschaffen, darunter der Hochaltar, die Kanzel und der Beichtstuhl. In der Kirche befindet sich ein Wappenstein des Hermann Vogler, Abt zu Rot. | KardorfHitzenhofer Straße 2  | D-7-78-161-26 | 47.921411 10.12211  |      |
| St. Peter und Paul                        | röm.-kath. | St. Peter und Paul                       | Das Untergeschoss des Turmes stammt aus dem 12. oder 13. Jahrhundert. Der Chor und das Langhaus wurde 1735 neu errichtet. 1749 fand eine Erweiterung der Kirche statt. Der Hochaltar wurde um 1758 geschaffen ebenso die Kanzel. Der Taufstein stammt aus dem 16. Jahrhundert. | LautrachKirchtalstraße 4     | D-7-78-164-6  | 47.895496 10.113451 |      |
| St. Sebastian                             | röm.-kath. | St. Sebastian                            | Die Kapelle wurde 1853 errichtet. Diese besteht aus einem rechteckigen Raum mit Flachtonne. | GreuthIn Greuth              | D-7-78-161-12 | 47.911686 10.130301 |      |
| St. Sebastian                             | röm.-kath. | St. Sebastian                            | Im 19. Jahrhundert wurde die kleine Kapelle mit Kreuzgratgewölbe errichtet. In einer Nische befindet sich die gefaßte Holzfigur des Hl. Sebastian. | LautrachWiesweg              | D-7-78-164-10 | 47.888791 10.112851 |      |
| Wallfahrtskirche Maria Steinbach          | röm.-kath. | Schmerzhafte Muttergottes und St. Ulrich | Das heutige Gotteshaus wurde 1749 unter dem Roter Abt Benedikt Stadelhofer erbaut. Im Jahre 1734 wurde schon die Vorgängerkirche zur Wallfahrtskirche erhoben. In der Gnadenbildnische befindet sich die Figur der Schmerzhaften Muttergottes aus dem 17. Jahrhundert. | Maria SteinbachKirchhof 5    | D-7-78-165-29 | 47.888935 10.137565 |      |
| Wegkapelle                                |            |                                          | Die Kapelle wurde im 18. Jahrhundert errichtet. Im Inneren befindet sich die Holzfigur einer stehenden Muttergottes vom Ende des 18. Jahrhunderts. | Unterbinnwang                | D-7-78-161-38 |                     |      |
| Wegkapelle                                | röm.-kath. |                                          | Die im 18. Jahrhundert errichtete Kapelle enthält im Inneren eine gefaßte Holzfigur einer stehenden Muttergottes. Auf der Nordseite in einer Nische befindet sich die Holzfigur eines Christus im Kerker aus der 2. Hälfte des 18. Jahrhunderts. | Wagsberg 9                   | D-7-78-161-40 | 47.895442 10.144439 |      |
| Wegkapelle                                |            |                                          | Die Kapelle stammt aus dem 18. Jahrhundert und befindet sich in der Mitte des Ortes. Der Innenraum ist mit einem flachen Tonnengewölbe gedeckt. Das Gebäude besitzt zwei Rundbogenfenster und einen korbbogigen Eingang. Der Altar aus Holz stammt aus dem 18. Jahrhundert. | NeuweltKapellenweg 2         | D-7-78-164-13 | 47.903415 10.118886 |      |
| Wegkapelle                                | röm.-kath. |                                          | Die Kapelle befindet sich an der Friedhofsmauer und wurde im 18. Jahrhundert errichtet. Der stichbogige Nischenbau mit Walmdach enthält einen gefassten Kruzifixus aus Holz. | Maria SteinbachDorfstraße    | D-7-78-165-35 | 47.888456 10.137632 |      |
| Wegkapelle                                |            |                                          | | LegauMückental 2             |               | 47.890417 10.123231 |      |
| Wegkapelle                                |            |                                          | Die rechteckige Wegkapelle stammt aus dem 19. Jahrhundert. | Bummlers 371                 | D-7-78-165-12 | 47.850009 10.118644 |      |
| Wegkapelle                                |            |                                          | Die Kapelle wurde im 17. oder 18. Jahrhundert errichtet und ist mit einem Satteldach gedeckt. | OberwitzenbergLegau 422      | D-7-78-165-50 | 47.864452 10.116246 |      |
| Wegkapelle                                |            |                                          | Der neugotische Rechteckbau wurde 1904/1905 errichtet. | Greiters 388                 | D-7-78-165-18 | 47.842751 10.108886 |      |
| Wegkapelle zur Schmerzhaften Muttergottes | röm.-kath. | Schmerzhafte Muttergottes                | Im Inneren der im 17. oder 18. Jahrhundert errichteten Kapelle befindet sich ein gemaltes Kruzifix mit Maria und Johannes. | Maria SteinbachDorfstraße    | D-7-78-165-40 | 47.881204 10.13868  |      |